# Цуруґі (Токусіма)

Цуру́ґі (яп. つるぎ町, つるぎちょう, МФА: [t͡suɾugʲi t͡ɕoː]?) — містечко в Японії, в повіті Міма префектури Токусіма.  Отримало статус містечка 2005 року. Площа становить 194,80 км². Станом на 1 серпня 2012 року населення складало 10 043  осіб, густота населення — 51,6 осіб/км².   